# Estación de Arazede
El Apeadero de Arazede, también denominado Estación de Arazede, es una plataforma desactivada del Ramal de Figueira da Foz, que servía a parroquias de Arazede, en el distrito de Coímbra, en Portugal. Fue inaugurado el 3 de agosto de 1882, y cerrado en enero de 2009.

## Historia

### Inauguración
El Ramal de Figueira da Foz, donde este apeadero se inserta, fue inaugurado el 3 de agosto de 1882; en este momento, era parte de la Línea de Beira Alta.

### sigloXX
En 1933, fue instalada una báscula de 30 toneladas, y, en el año siguiente, el Jefe de la Estación fue louvado por la Compañía debido al bueno estado en que se encontraban los jardines.

### Cierre
Por motivos de seguridad, la circulación en el Ramal de Figueira da Foz fue suspendida en enero de 2009; la operadora Comboios de Portugal aseguraba, el 31 de marzo de 2010, un conjunto de servicios alternativos de autobuses, en todo el Ramal, que también servían a la localidad de Arazede.